# Avraham Katznelson
Avraham Katznelson (אברהם קצנלסון) est un homme politique israélien.

## Biographie
Il est né à Babrouïsk dans l'Empire russe maintenant en Biélorussie. 
Durant l'entre-deux-guerres, il s'installe à Jérusalem et rejoint le parti Mapai.  
En 1948, il est signataire de la Déclaration d'indépendance de l'État d'Israël. Il participe à la fondation de la radio Kol Israel. 
Il est ensuite envoyé comme délégué en Scandinavie.
Sa sœur, Rachel Katznelson-Shazar est la femme du président Zalman Shazar, et il est l'oncle de Shmuel Tamir et le grand-père de Miko Peled.   